# Portada/efemèride novembre 25
Antonio Ghislanzoni
« 24 de novembre · 25 de novembre · 26 de novembre »